# 吉優汽車
吉優汽車（英語：Geo）乃是1990年代美國通用汽車成立的汽車品牌，主打經濟實惠的緊湊型轎車車款。不過因為市場定位不夠明確，加上售後服務的口碑不佳，1997年被併入該集團旗下的雪佛蘭汽車。

## 歷史與概要
1989年美國通用汽車特別成立新品牌吉優汽車，標榜該品牌將獨立開發、降低成本，不過實質上這個新品牌仍附屬於雪佛蘭汽車之下。成立初期通用汽車和日本豐田汽車合作，委由後者在加利福尼亞州費利蒙的新聯合汽車製造公司以第六代豐田Corolla為基礎，改造出創業處女作吉優Prizm。
早在1986年通用汽車便和鈴木汽車合資，在加拿大安大略省英格索建立加拿大汽車製造公司（Canadian Automotive Manufacturing Inc.，後來改稱CAMI Automotive）。後來這家工廠也幫忙OEM代工，生產吉優Tracker（原型車為第一代鈴木Escudo）和吉優Metro（原型車為第二代鈴木Cultus）。至於第一批Tracker及敞篷車型的Metro，則由鈴木日本工廠製造，採整車進口的方式在北美洲市場銷售。通用汽車持有另一家日系車廠五十鈴的股權，於是後者也幫忙OEM代工，並掛上吉優汽車的廠徽銘牌，這兩款車種分別是吉優Spectrum（原型車是第二代五十鈴Gemini）和吉優Storm（原型車是第二代五十鈴Piazza）。
吉優汽車的目標對象設定在中低收入及品牌忠誠度不高的消費者，但是旗下銷售通路所提供的服務不如原型車所屬的日系車廠（豐田、鈴木、五十鈴等）；剛開始被吸引而購買的消費者，後來只要預算充足，仍會回頭選擇純粹美系、日系或歐系品牌。再加上這個品牌由始至終都依存在雪佛蘭汽車底下，因此吉優的市場定位漸漸地變得不上不下，銷售成績也持續下滑。1995年後未再推出新車款，1997年只剩下Prizm與Tracker兩款車。通用汽車決定不再經營這個品牌，將Prizm與Tracker併入雪佛蘭車系裡，結束了「吉優汽車」不到10年的短暫生命。

## 旗下車款
- 吉優Prizm
- 吉優Tracker
- 吉優Metro
- 吉優Spectrum
- 吉優Storm

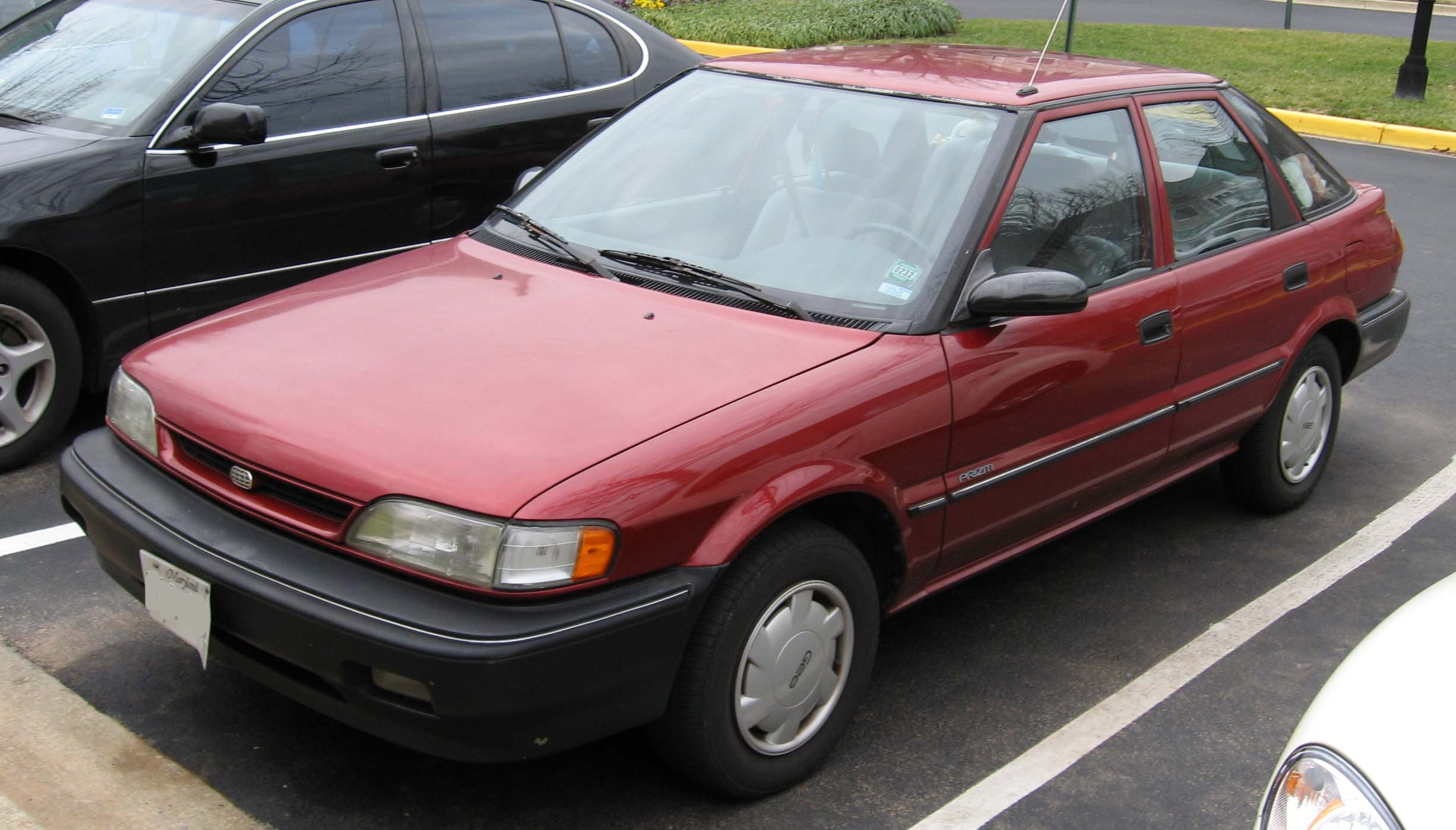
第一代吉優Prizm
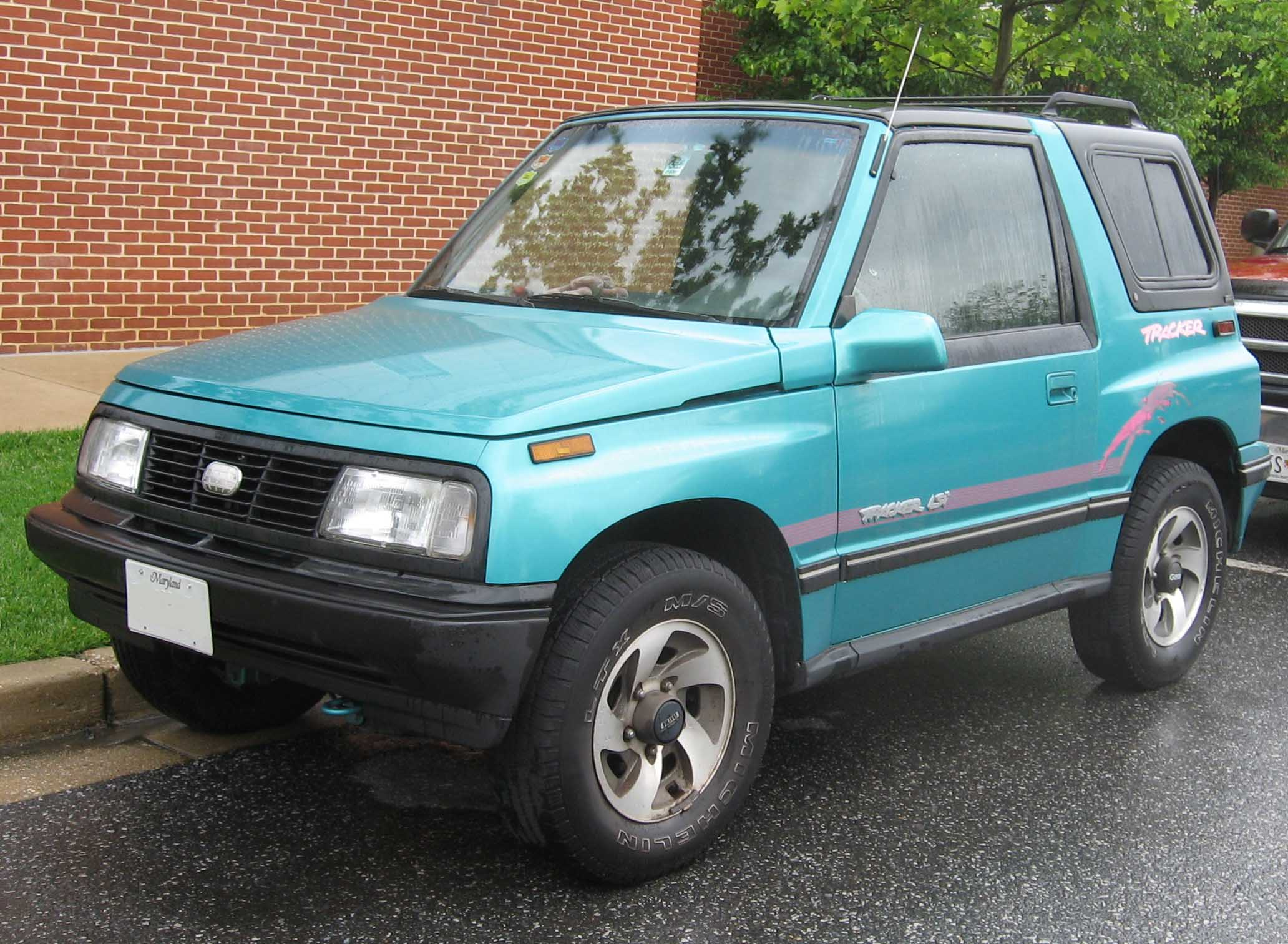
吉優Tracker
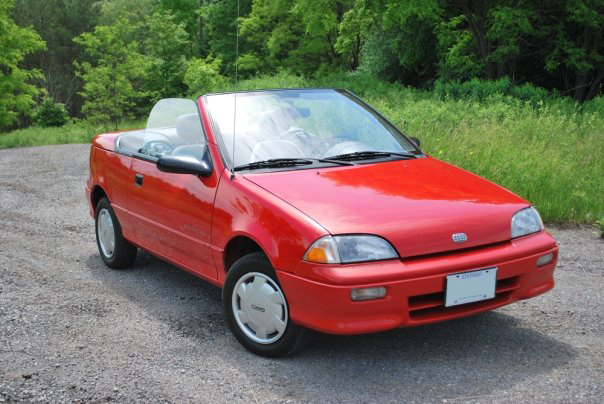
吉優Metro敞篷車型
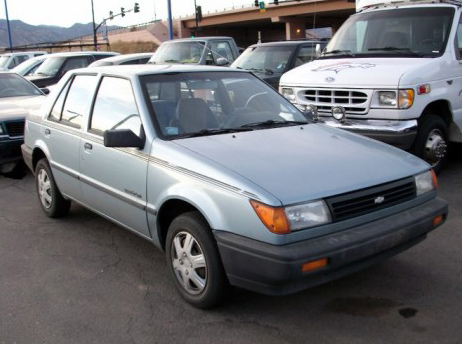
吉優Spectrum
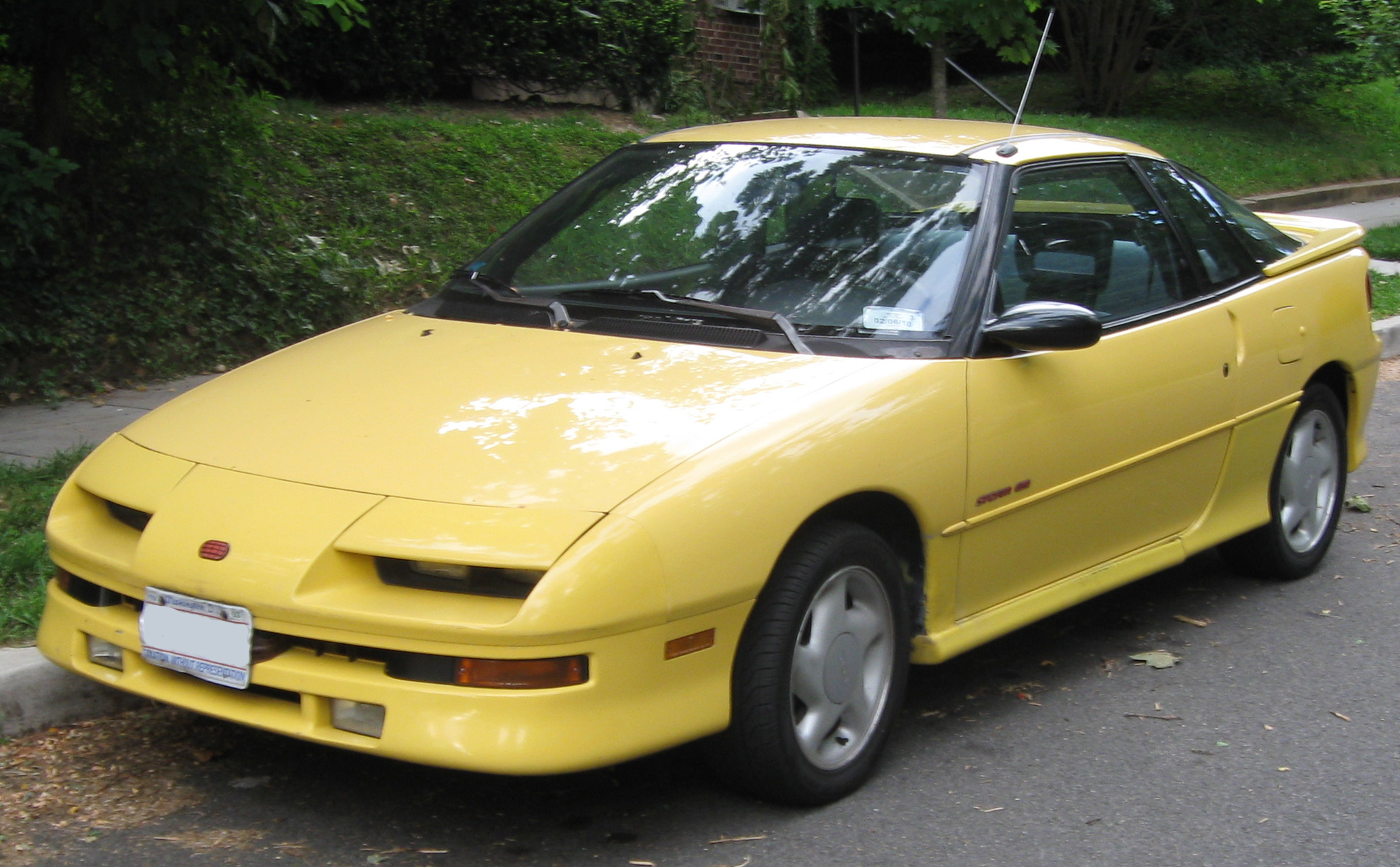
吉優Storm

## 進口臺灣市場
1990年第一代吉優Prizm曾經採用授權多家代理商販售的「複式代理」方式進口，由國產汽車、中國聯合汽車(中聯汽車)、正章汽車、鴻龍汽車等多家地區性代理一起進口，並取名為「吉優品銳」。因為當時第六代豐田Corolla在臺灣熱銷，相對地許多人更願意掏錢購買進口美規車，於是這款車跟著水漲船高。

## 內部連結
- 雪佛蘭
- 通用汽車

## 外部連結
- AutoNet汽車日報：雜牌軍策略失敗的GEO （页面存档备份，存于）